# 팔효문
팔효문은 대한민국 경기도 연천군 중면 횡산리에 있다. 1989년 9월 22일 연천군의 향토문화재 제5호로 지정되었다.

## 개요
팔효문은 조선후기 남양홍씨 문중의 1효부 7효자의 효행을 기리기 위해 숙종조에 건립되었다고 전해지는 정려문(旌閭門)이다